# El negro desconocido
El negro desconocido (titulado originalmente en inglés The Black Stranger) es uno de los relatos póstumos que el autor estadounidense Robert E. Howard escribió para su personaje de espada y brujería Conan el Cimmerio.

## Historia editorial
El relato fue escrito por Howard en 1935, pero nunca fue publicado en vida del autor, fallecido en 1936. Se lo publicó por primera vez en 1953 en la editorial Gnome Press, como parte del compendio de relatos King Conan, pero reescrito por Lyon Sprague de Camp y rebautizado con el título The Treasure of Tranicos (El tesoro de Tranicos). No se lo publicó en la forma original que le había dado Howard hasta 1987, cuando la editorial Tor Books lo incluyó en el compendio de relatos Echoes of Valor. Otras ediciones retomaron más adelante tanto la versión reescrita de Sprague de Camp como la versión original de Howard. Esta última ha sido incluida en la edición crítica en tres volúmenes de los relatos de Conan, iniciada en 2003 por la editorial británica Wandering Star Books y traducida al castellano por timunmas, con El negro desconocido en el tercer volumen (también disponible en seis volúmenes en rústica, con El negro desconocido en el quinto volumen).

## Trama
La historia encuentra a Conan en el desierto picto, huyendo de los guerreros nativos que le están dando caza. Para escapar de sus perseguidores, Conan escala un peñasco rocoso, tras lo cual ve que los pictos inexplicablemente abandonan la persecución y dan la vuelta. Se da cuenta de que el sitio debe ser un lugar tabú para los pictos. La colina resulta albergar una cueva del tesoro, junto con los cuerpos conservados del pirata Tranicos y sus hombres. El intento de Conan de llevarse el tesoro resulta ser inútil; un demonio de niebla toma forma, e intenta estrangularlo. Apenas escapa con vida, dejando el tesoro sin ser tocado.
Coincidiendo con el intento de Conan de saquear el tesoro está la trama principal de un personaje llamado Conde Valenso Korzeta, un antiguo noble de Zíngara, que huyó de su patria para escapar de un demonio, a quien traicionó, para terminar en las costas occidentales de territorio picto . Con su séquito llegaron su sobrina, la Señora Belesa, y su doncella, Tina, entre otros soldados y partidarios. El Conde se sorprende cuando se entera de que el pirata zingario Zarono el Negro ha desembarcado en su costa, seguido por el bucanero barachano, Strombanni. Ambos piratas creen que el conde se dirigió a este lugar desierto en busca del legendario tesoro de Tranicos. Los bucaneros son enemigos acérrimos, y llevan su disputa a la fortaleza del conde. Durante una reunión una noche entre el conde, Zarono el Negro y Strombanni, Conan surge sorprendentemente desde detrás de un cortinaje. Todos los ojos están puestos en Conan, mientras domina la sala. Los compañeros se enteran por Conan que él mismo ha encontrado el tesoro de Tranicos, y estaría dispuesto a compartir el botín con los demás si le ayudan a recuperarlo. A regañadientes hacen un pacto de ladrones, y se comprometen a unirse a Conan, a sabiendas de que cada uno intentará matar a los otros una vez que el tesoro esté en su posesión. Conan, por otro lado, tenía algo más en mente para sus compañeros, principalmente atraparlos en la sala del tesoro para que los mate el demonio, llevándose el tesoro con las tripulaciones de ambos barcos y zarpar. sin embargo el plan de Conan fracasa, y los marineros se encuentran atrapados por los pictos, que rodean la hendidura rocosa. Los piratas una vez más declaran una tregua para luchar contra un enemigo común. Una vez que los piratas escapan de la hendidura, corren hacia la fortaleza del conde, con los pictos persiguiéndolos. La historia termina con la derrota de los pictos, la muerte del conde, Strombanni y Zarono el Negro. Sin embargo, el propio Conan logra escapar por encima de la muralla de la fortaleza en la oscuridad y el consiguiente caos de la batalla, llevando a Belesa y Tina con él a un lugar seguro. Desde allí logra atraer al Mano Roja, el navío de Stormbanni, hacia ellos y subiendo a bordo toma el mando.

## Adaptaciones
El relato, con el título The Treasure of Tranicos, fue adaptado a cómic por Roy Thomas y John Buscema en los números 47 (diciembre de 1979) y 48 (enero de 1980) de la colección La espada salvaje de Conan (Marvel Comics, The Savage Sword of Conan #47 y #48). En castellano esta historieta fue traducida y publicada por primera vez por la editorial española Ediciones Vértice, que la publicó en el número 83 (diciembre de 1980) de la colección Relatos Salvajes. Comics Forum la tradujo a su vez, de nuevo con el título El tesoro de Tranicos, en el número 4 (marzo de 1983) de la colección Super Conan.